# نداء سنقرط
نداء سنقرط (1971-) هو فنان تشكيلي معاصر، مخرج أفلام، ومعلم أمريكي من أصل فلسطيني. يركز عمله الفني على فن التركيب وصناعة الأفلام، حيث يستخدم وسائط متعددة لاستكشاف موضوعات مثل الهوية، والانتماء، والذاكرة، والتجربة الفلسطينية.

## حياته التعليمية
وُلِد نداء سنقرط عام 1971 في جانيت، بنسلفانيا، في الولايات المتحدة الأمريكية، لكنه نشأ في الجزائر. وهو من اصول فلسطينية، فوالده من الخليل، ووالدته من يافا. نشأ سنقرط وهو يتحدث اللغة العربية بلهجة جزائرية، إلى جانب الإنجليزية والفرنسية. عاد إلى الولايات المتحدة عندما كان مراهقًا، حيث استكمل مسيرته التعليمية هناك.
حصل سنقرط على درجة البكالوريوس من جامعة تكساس في أوستن ؛ ودرجة الماجستير في الفنون الجميلة من كلية بارد.

## مسيرته المهنية
في عام 2002، حصل سنقرط على زمالة روكفلر الإعلامية، وهي من أبرز الزمالات في مجال الإعلام والفنون.
وفي عام 2006، أخرج فيلمه الوثائقي الشهير “فلسطين بلوز”، والذي وصفه بأنه فيلم مناظر طبيعية تختفي، حصد الفيلم سبع جوائز دولية، وكان له صدى واسع في الأوساط الفنية والنقدية.
يستخدم سنقرط في أعماله مجموعة متنوعة من الوسائط لتحويل الأشياء أو الأفعال اليومية إلى تجارب حسية تكشف عن تعقيد الشكل والإدراك المحاصر داخل العالم المألوف واليومي. يعكس عمله اهتمامًا بالغًا بالتداخل بين الهوية والسياسة والمنظور الجسدي. بين عامي 2012 و2015، كان زميلًا في أكاديمية شلوس سوليتيود، كما تلقى دعمًا من أكاديمية ميرز ومن مؤسسات فنية أخرى بارزة.
تشمل المعارض الفردية الأخيرة للفنان نداء سنقرط معرض “Exquisite Rotation” في صالة KIOSK بمدينة غنت (2018)، والذي جمع بين التركيبات السينمائية والأعمال النحتية التي تمتد على مدار عشرين عامًا من ممارسته الفنية. كما قدّم معرض “Expand Extract Repent Repeat” في Carlier | Gebauer ببرلين (2018–2019)، حيث عرض منحوتات وصورًا فوتوغرافية وأعمالًا تركيبية حديثة تتناول موضوعات مثل تدفقات رأس المال العالمي، وكتابة وإعادة كتابة التاريخ، ودورة الديون. توجد أعمال نداء ضمن مجموعات فنية عامة منها مؤسسة الشارقة للفنون، مؤسسة خالد شومان.
هو أستاذ مشارك في برنامج الفن والثقافة والتكنولوجيا (ACT) التابع لمعهد ماساتشوستس للتكنولوجيا في كامبريدج، ماساتشوستس. قام بالتدريس في كلية القدس بارد للآداب والعلوم الإنسانية في القدس الشرقية.